# Rada dzielnicy

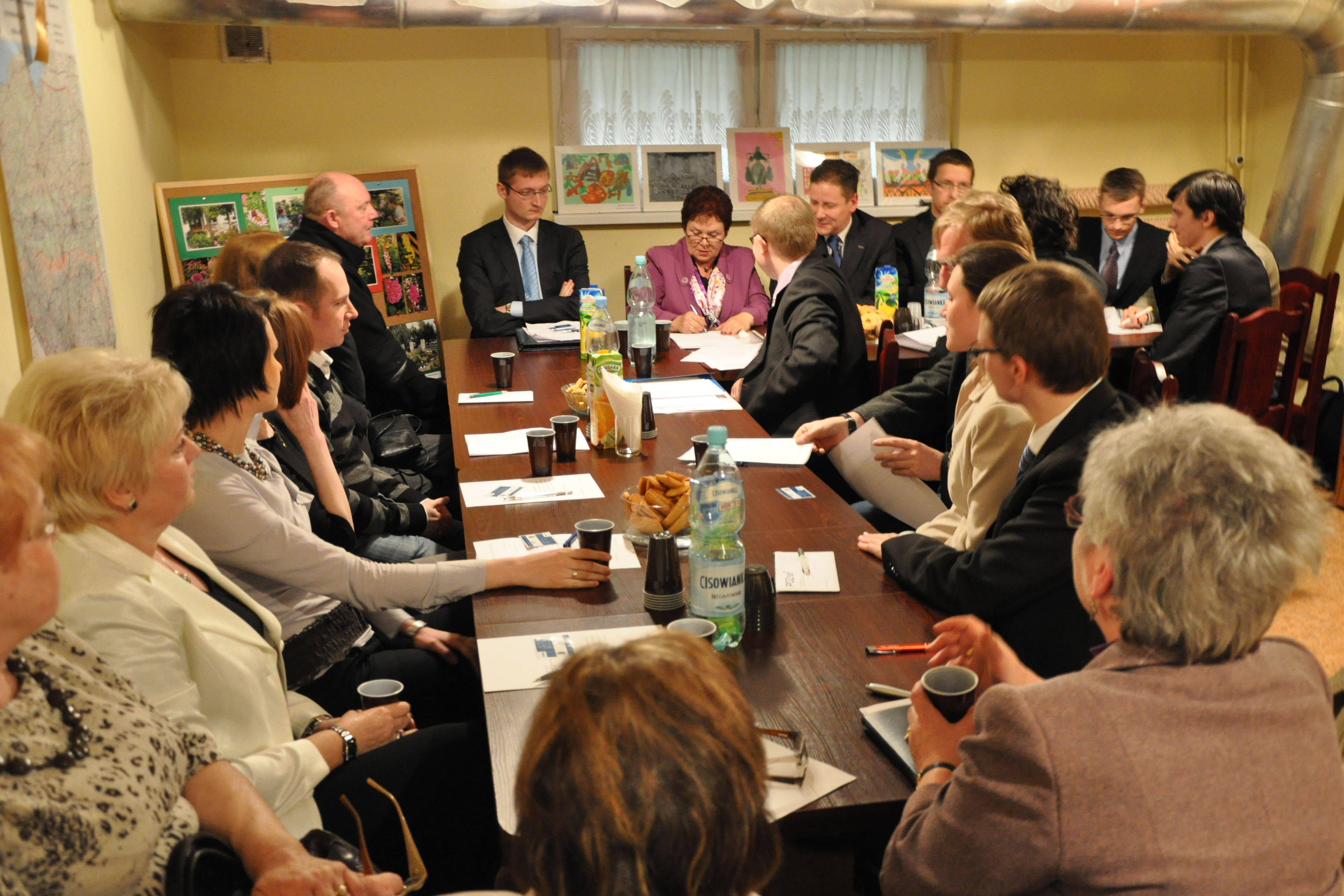
Sesja inauguracyjna Rady Osiedla Piątkowo w Poznaniu (2011)

Rada dzielnicy (rada osiedla, rada okręgu) – organ jednostki pomocniczej gminy w Polsce.
Organem uchwałodawczym dzielnicy jest rada o liczbie radnych:
- 15, jeżeli na obszarze dzielnicy zamieszkuje do 20 tys. mieszkańców,
- 21, gdy liczba mieszkańców jest większa od 20 tys.

Do jej zadań należą m.in.: prowadzenie gospodarki finansowej danej jednostki pomocniczej, wybór i odwoływanie organu wykonawczego dzielnicy. Niektórym radom dzielnic statuty poszczególnych miast przyznały prawo inicjatywy uchwałodawczej w radzie miasta (np. Warszawa i Kraków). Inne kompetencje rady dzielnicy, sposób wybierania jej członków oraz pozostałe aspekty działania rady określa ustawa o samorządzie gminnym, statut miasta i statut danej dzielnicy.
Organem wykonawczym w dzielnicy jest zarząd. Na czele zarządu stoi przewodniczący.
Rada gminy może ustalić diety dla przewodniczącego lub wszystkich radnych (np. Warszawa i Kraków). W pozostałych przypadkach funkcje te sprawowane są społecznie (np. Częstochowa, Gdynia).
W Warszawie utworzenie rad dzielnicy jest obowiązkowe (co wynika z tzw. ustawy warszawskiej), a wybory odbywają się na zasadach ustawy z dnia 5 stycznia 2011 – Kodeks wyborczy.

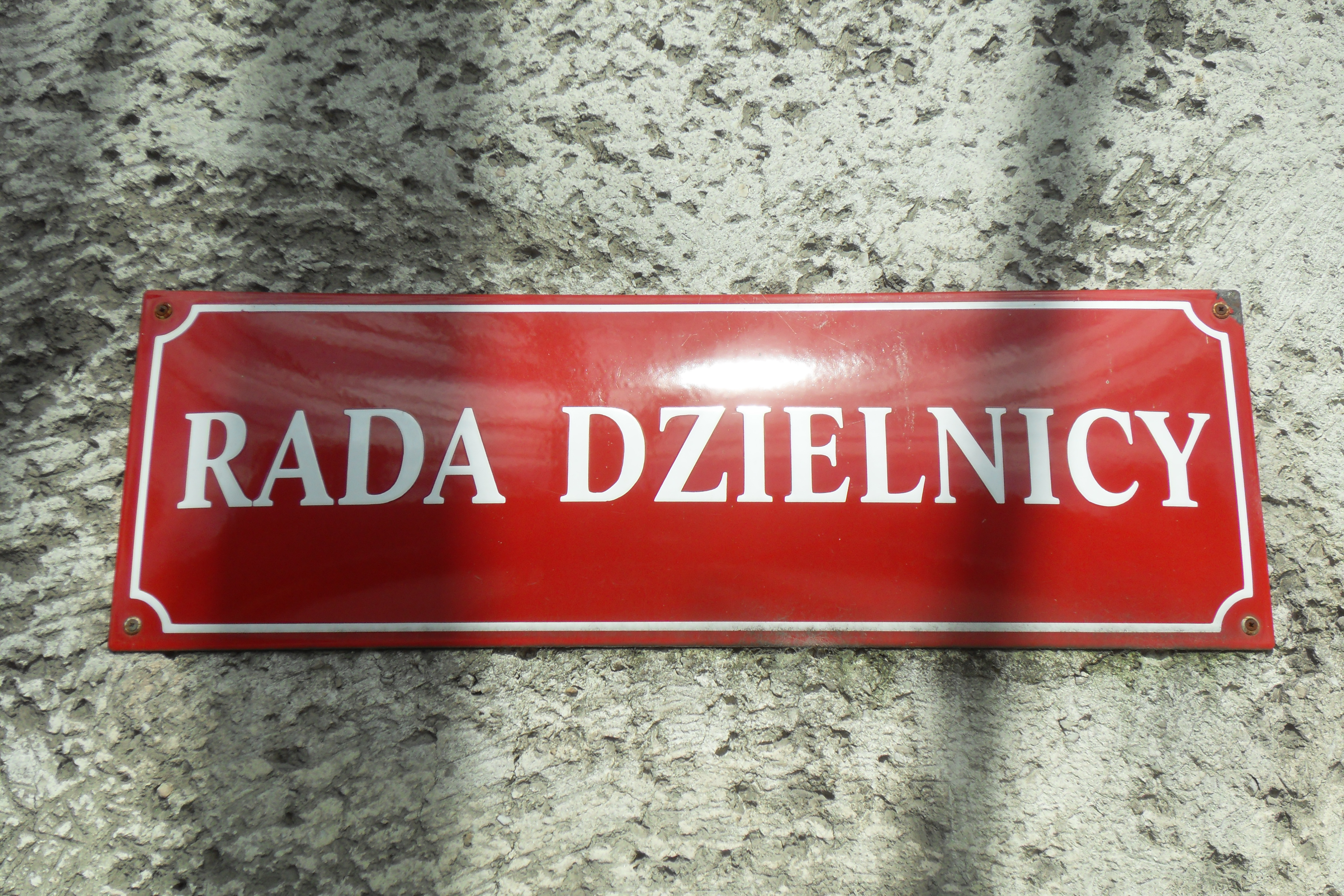
Oznaczenie siedziby rady dzielnicy

Do zadań rady dzielnicy (osiedla) należą m.in.: rozwiązywanie istotnych problemów dzielnic, stały kontakt z mieszkańcami dzielnic (np. poprzez stałe dyżury członków rad), przyjmowanie wniosków i skarg mieszkańców dotyczących dzielnic, współpraca z komisjami i radnymi rady miasta i opiniowanie spraw dotyczących dzielnic, a następnie informowanie o nich mieszkańców dzielnic, współorganizowanie i wspieranie inicjatyw zmierzających do poprawy życia mieszkańców dzielnic (np. w zakresie komunikacji miejskiej, zagospodarowania przestrzennego dzielnic, ochrony środowiska), współpraca z Policją, strażą miejską, strażą pożarną w zakresie utrzymania ładu, porządku publicznego, bezpieczeństwa mieszkańców oraz przeciwdziałania patologiom społecznym na terenie dzielnicy.

## Podstawa prawna
Rada dzielnicy działa na mocy uchwały rady gminy, co wynika z art. 5 ustawy z dnia 8 marca 1990 o samorządzie gminnym (Dz.U. z 2023 r. poz. 40). Zasady tworzenia, łączenia, podziału oraz znoszenia jednostki pomocniczej określa statut gminy.

## Nazwa
Występują różne nazwy jednostek pomocniczych gminy takie jak:
- rada dzielnicy np. w Krakowie[2][3] czy w Gdańsku[4]
- rada osiedlowa np. we Wrocławiu[5][6]
- rada okręgu np. w Toruniu[7]